# Шах (титла)
Вижте пояснителната страница за други значения на Шах.
Шах (на персийски: شاه) е персийска титла. Думата произлиза от авестийската дума хшатра, която значи „цар“. Титлата шах се използва от всички владетели на Персия (днешен Иран), както и от владетели на Персийската империя.
Титлата шахиншах (транскр. Şah-ən-Şah; на персийски: شاهنشاه – šâhanšâh; на древногръцки: ὁ μέγας βασιλεύς) има значение шах на шаховете и се счита за по-висшестояща от шах. Така например на коронацията си последният ирански шах Мохамед Реза Пахлави официално приема титлата шахиншах, а неговата съпруга – сътоветстващата титла шахбану (на персийски: شهبانو). Дотогава съпругата на иранския монарх се е наричала малеке (на персийски: ملکه) или царица. Владетелят на Персийската Империя на Ахеменидите Кир ІІ е първия владетел, който използва титлата шахиншах.
Персийската титла е използвана от османските турци в смисъл на „голям герой“ или император. Думата шахмат също произлиза от „шах“.